# شهرستان پاتریک (ویرجینیا)
شهرستان پاتریک، ویرجینیا (به انگلیسی: Patrick County, Virginia) یک سکونتگاه مسکونی در ایالات متحده آمریکا است که در ویرجینیا واقع شده‌است.

## خصوصیات
شهرستان پاتریک ۱٬۲۵۸٫۷۴ کیلومترمربع مساحت دارد.